# Diabla, la senyora del llac
Diabla, la senyora del llac (títol original en italià: Sensività) és un giallo italo-espanyol dirigit per Enzo G. Castellari.
Estrenat el 1979 i 1980, respectivament a Itàlia i Espanya. Ha estat doblada al català.

## Argument
Després de diversos anys d'absència, Lilian, una jove estudiant universitària, torna a seu poble d'origen per fer unes investigacions, en particular sobre una misteriosa « dona del llac », per la preparació de la seva tesi sobre llegendes populars. S'entera de l'existència de Lilith, la seva germana de la qual ignorava l'existència. Per contra, aquesta última coneix la veritat i, al fil dels anys, ha acumulat molta rancúnia cap a Lilian.
Aviat, es cometen molts assassinats i cadascuna de les victimes té relació amb Lilian...

## Repartiment
- Vincent Gardenia: el vell pintor
- Leonora Fani: Lilian
- Wolfango Soldati: Edoardo
- Patricia Adriani: Lilith
- Massimo Vanni: Manuel
- Marta Flores: Marta
- Luis Induni: el pare de Lillian
- Caterina Boratto: Kira
- Alberto Squillante: Julien
- Enzo G. Castellari: Detectiu
- Bernard Seray: Carlos
- Antonio Mayans: el 1r home
- José Sánchez: el 2n home